# أندرو برينيارسكي
أندرو برينيارسكي (بالإنجليزية: Andrew Bryniarski) مواليد 13 فبراير 1969 في فيلادلفيا، الولايات المتحدة، هو ممثل أمريكي.

## الأعمال
- عودة الرجل الوطواط
- قتال الشوارع
- بيرل هاربر
- مجزرة منشار تكساس

## وصلات خارجية
- أندرو برينيارسكي على موقع IMDb (الإنجليزية)
- أندرو برينيارسكي على موقع روتن توميتوز (الإنجليزية)
- أندرو برينيارسكي على موقع ألو سيني (الفرنسية)
- أندرو برينيارسكي على موقع أول موفي (الإنجليزية)
- أندرو برينيارسكي على موقع قاعدة بيانات الأفلام السويدية (السويدية)
- أندرو برينيارسكي على موقع قاعدة بيانات الفيلم (الإنجليزية)
- أندرو برينيارسكي على موقع كينوبويسك (الروسية)